# Чубук-бей
Чубук-бей (тур. Çubuk Bey; ум. 1095) — туркменский военачальник XI века. Чубук-бей вместе с Артуком-беем  принимал участие в завоевании Анатолии после битвы при Манцикерте. Благодаря помощи Чубука-бея Сулейман ибн Кутулмыш закрепил свою власть в Антиохии. В 1085 году Чубук-бей захватил Харпут, который был отдан ему как икта  и основал затем бейлик Чубукогуллары с центром в Палу и Харпуте,  вассально подчинявшийся Великому Сельджукскому государству. На службе султана Меликшаха в 1092 году Чубук принял участие в покорении Йемена. В 1095 году, предположительно, участвовал в битве при Рее между Тутушем и Баркияруком, в которой погиб.

## Биография

### Участие в завоевании Малой Азии
Исторические сведения о Чубуке-бее скудные и разрозненные. Нет данных о месте и времени рождения Чубука-бея (в некоторых источниках его называют Эмиру’т-Тюркман или Туркмани). Он был военачальником туркменского происхождения и не был гулямом. Когда он появился в Анатолии, неизвестно. Предположительно, после битвы при Манцикерте в 1071 году он находился в окружении Артука-бея, военачальника сельджукских султанов, и, вероятно, прибыл в Малую Азию именно с ним. Он был в армии Артука, когда тот в 1073 году пленил служившего византийскому императору Роману IV Русселя де Байоль и дошёл до Никомедии, захватив Сивас, Кайсери и вынудив братьев Алексея и Исаака Комниных бежать из Анкары. Анатолийские завоевания Артука-бея оставили исторические следы вокруг Амасьи в виде топонимов «Артукова/Артукабад»; название районного центра в провинции Анкара — «Чубук / Чубуква / Чубукабад» — связано, возможно, с Чубуком-беем. После того, как Артук завоевал Анатолию, сельджукский султан Мелик-шах призвал его обратно, Артук вместе с Чубуком покинули Анатолию. В обмен на оказанные ими услуги они получили в качестве икта земли в Ираке: Артук-бей получил Халван, а Чубук — Кармис.

### Отношения с Муслимом Укайлидом
Начиная с 1083 года Чубук упоминается в связи с событиями в Сирии. Однако не ясно, находился Чубук в это время в окружении Тутуша или же Артука.
Когда султан Мелик-шах назначил своего брата Тутуша правителем Сирии, он поручил Муслиму ибн Курайш, арабскому эмиру Мосула, помочь ему. Однако Муслим выступил против Тутуша. В 1081/82 годах Муслим захватил Харран у арабов Нумайридов и обложил налогом Антиохию. Кроме того, он решил осадить Дамаск, пока Тутуш отсутствовал, но Тутуш быстро вернулся (май 1083), что сорвало планы Муслима. Муслим ожидал прибытия солдат из фатимидского Египта, но ожидаемая помощь не пришла. В это же время жители Харрана восстали против него. Кади города и бывший эмир города Ибн Утайр Нумайрид обратились к Чубуку, сообщив, что хотят передать ему Харран. Чубук-бей, находившийся где-то поблизости, двинулся в путь. Тем временем 26 июля 1083 года Муслим прибыл к Харрану и осадил его. Когда в стенах появились трещины из-за работы осадных орудий, прибыл Чубук-бей с туркменскими войсками. Муслим развернулся и приказал своим войскам встать между ручьём Чуллаб, текущим перед Харраном, и войсками Чубука, чтобы не дать им достичь воды. Когда солдаты Чубука вечером достигли берега, арабы Муслима напали на них. Чубук-бей потерпел поражение и покинул поле битвы. Нет данных, куда Чубук-бей ушёл после поражения у Харрана. Известно, что в следующем году он участвовал в завоевании Амида с Артуком-беем. Возможно, он ненадолго вернулся в Кармис, который был его икта.
В 1084 году султан Мелик-шах направил Артука-бея на захват Амида, и Чубук сопровождал его. Муслим ибн Курайш был союзником правителя Амида, Марванида Мансура. По версии, изложенной Бар-Эбреем, Муслим увидел, что армия Артука намного сильнее и предложил Артуку разойтись миром, обещав, что и он, и Мансур, подчинятся Мелик-шаху. Артук-бей покинул поле битвы с лояльными ему туркменами и отправился в Ирак. Но Чубук-бей не последовал за Артуком. На исходе ночи туркмены Чубука-бея неожиданно напали на не ожидавшего атаки Муслима. Муслим и Мансур не смогли оказать серьёзного сопротивления и были полностью разгромлены. Немногим удалось скрыться, хотя Мансур и Муслим были среди спасшихся. После Амида туркменами был осаждён Майяфарикин.
Жители Антиохии воспользовались уходом из города правителя и, устав от его жестокости, предложили сельджукиду Сулейману ибн Кутулмыш захватить город. Он прибыл к Антиохии и захватил город в декабре 1084 года. Однако это породило конфликт Сулеймана с Муслимом, потому что Антиохия должна была ежегодно платить Муслиму дань. В поиске союзников для борьбы с Сулейманом Муслим вспомнил Чубука-бея и его туркменов. Согласно Сибту ибн аль-Джаузи, Муслим послал Чубуку-бею много даров, чтобы привлечь на свою сторону и установить с ним дружбу. Армии Сулеймана и Муслима столкнулись лицом к лицу 23 июня 1085 года в месте под названием Курзахил на реке Африн, между Алеппо и Антиохией. В армии Муслима были туркмены, а также арабские и армянские отряды. По утверждениям источников, Чубук-бей временно покинул осаду Мейяфарикина и командовал туркменами в армии Муслима перед боем. В начале сражения Чубук и его туркмены покинули Муслима и перешли к Сулейману, что определило исход боя и привело к поражению Муслима. С отрядом в несколько сотен человек он хотел бежать с поля боя, но погиб от копий туркменских солдат. Согласно Сибту ибн аль-Джаузи и Ибн аль-Асиру, в битве при Курзахиле Чубук-бек оказал большую услугу Сулейману.

### Основание бейлика
После этой битвы Чубук не остался служить Сулейману-шаху, он вернулся к Майяфарикину, осада которого продолжалась. После осады и взятия Майяфарикина 31 августа 1085 года, визирь султана Мелик-шаха назначил Чубука шихне города, дал ему 300 солдат и поручил завоевать Харпут и его окрестности. По рассказу Ибн аль-Азрака, город находился в руках Филарета Варажнуни, который также правил Эдессой и ранее — Антиохией. После того, как Сулейман ибн Кутулмыш завоевал принадлежащие Филарету территории от Тарса до Антиохии, а армия султана Мелик-шаха захватила провинцию Амид, Харпут оказался в сложном положении. Филарет уже не мог оказывать необходимую помощь в снабжении защитников Харпута, и Чубук-бей захватил город. После этого Харпут был отдан Чубуку как икта. Согласно сельджукской традиции, туркменские беи имели право в завоёванных ими местах основать бейлики, которые передавались по наследству их сыновьям при условии сохранения вассальной зависимости от центра.
Ибн аль-Асир писал об этих событиях, датируя их 1086/87 годом, упомянув Мехмеда, сына Чубука, и не уточнив ни месяца, ни сезона. Однако после того, как Чубук был назначен шихне Майяфарикина 31 августа 1085 года, он должен был пробыть в нём какое-то время для установления сельджукской администрации. Поэтому можно датировать завоевание Харпута Чубуком-беем не раньше весны 1087 года.
Согласно рассказу Ибн аль-Асира, после того, как Чубук-бей взял Харпут у Филарета, он также захватил другой замок недалеко от Харпута. Этот замок, местонахождение которого автор не уточнял, находился под управлением грека по имени Эфренчи, который перекрыл ведущие к замку дороги. Чубук-бей послал ему подарки и предложил дружбу и помощь. Чтобы обмануть Эфренчи, он даже послал отряд, чтобы помочь ему. Эфренчи стал доверять Чубуку-бею и помогать ему в кампаниях. После этого Чубук-бей попросил его послать своих людей на помощь для захвата некоего замка. Посланных Эфренчи людей он схватил и связал, а затем привёл их к стенам замка Эфренчи. Знатным жителям замка он послал требование выдать правителя, угрожая убить заложников. Жители открыли ему ворота замка и выдали правителя. С Эфренчи сняли кожу и убили, Чубук-бей захватил все его богатства и замок.
Из-за недостатка источников, невозможно выявить территории бейлика Харпут. Нет сомнений в том, что в него входили Мазгирт, Чемишкезек, Дерсим, Эгин, Арапгир, Пютюрге.

### Последние годы
Кроме бейлика Чубук-бей при жизни Мелик-шаха продолжал владеть своим икта (Кармис). Он был среди эмиров, вызванных в 1092 году Багдад по случаю второго визита в город султана Мелик-шаха. Целью этого визита султана в Багдад была организация экспедиции против Фатимидов. Было решено послать армию сначала в Хиджаз и Йемен, поскольку там читались шиитские проповеди. По словам Ибн аль-Асира, по приказу султана Чубук-бей участвовал в этой кампании после того, как побывал в Мекке и Медине, где добился, чтобы хутба читалась от имени Мелик-шаха.
Известно, что из йеменской экспедиции Чубук вернулся. В ноябре 1094 года он был все ещё был жив и находился в армии Тутуша. Бывший визирь Марванидов Абу Тахир бен Аль-Анбари пытался скрыться от Тутуша и прибыл с семьёй в Харпут из Майяфарикина. В это время в отсутствие Чубука городом управляла его сестра. Тутуш потребовал от неё выдать визиря, угрожая схватить и казнить Чубука. Сестра Чубука послала визиря и его старшего сына Абуль-Касыма Тутушу, где оба были казнены.
Вскоре после этого армия Тутуша приняла участие в битве при Рее в 1095 году. Предположительно, Чубук погиб в этой битве. Эмиру Чубуку наследовал его сын Мехмет.